# Reflex Arkitekter
Reflex arkitekter är ett svenskt arkitektkontor med säte i Stockholm.

## Historik
Kontoret startades 1999 av arkitekterna Johan Linnros (född 1955), Kjell Mejhert (född 1948), Anders Nordlund (född 1958) och Maria Rudberg (född 1961) och sysselsätter idag  omkring 70 medarbetare. 
Nuvarande partners är Anders Nordlund, Anna Wijkmark, Catrin Notbohm, Jenny Öberg, Lasse Eriksson, Maria Rudberg, Peter Sahlin och Marco  Folke Testa (VD). Den operativa verksamheten leds av delägare.
Firman har uppmärksammats för flera ombyggnationer av byggnadskomplex från 1960- och 70-talen i Stockholms city, bland annat de två husen i CityCronan, mellan Malmskillnadsgatan och Regeringsgatan (2003), Pennfäktaren 11 (2009) och på- och ombyggnaden av Näringsdepartementets hus (2009) samt Urban Escape.
Bland nyproduktionen märks  Sjöstadskapellet (2002), Substansfabrik för Astra Zeneca i Södertälje (2002), Åklagarhuset i Flemingsberg (2007), H&Ms nya huvudkontor vid Drottninggatan (2008), Courtyard Stockholm (2009), BB Sophia (2014) och Elite Hotel Carolina Tower (2018) samt Kineum (2022).

## Byggnader i urval

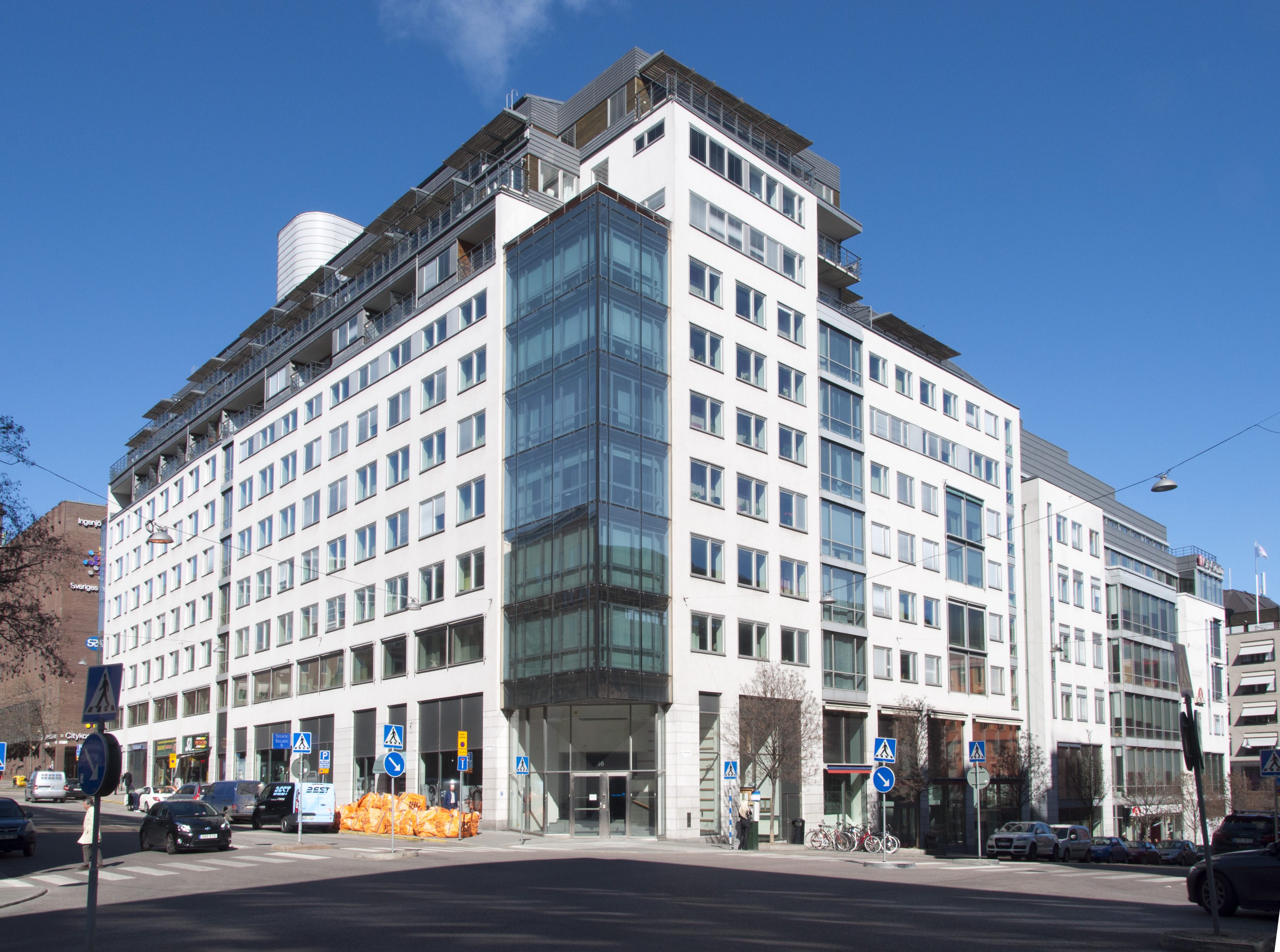
CityCronan
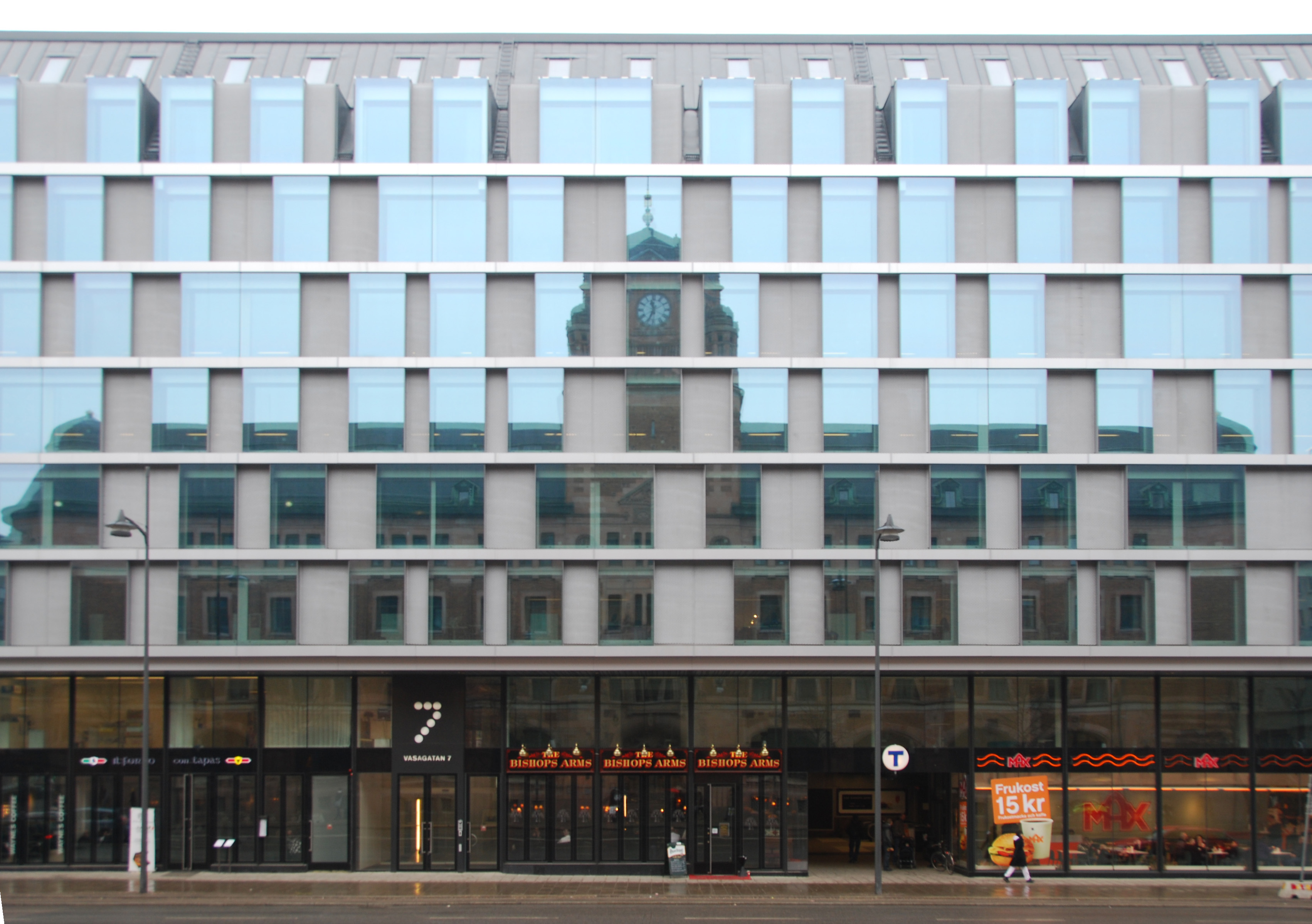
Pennfäktaren 11
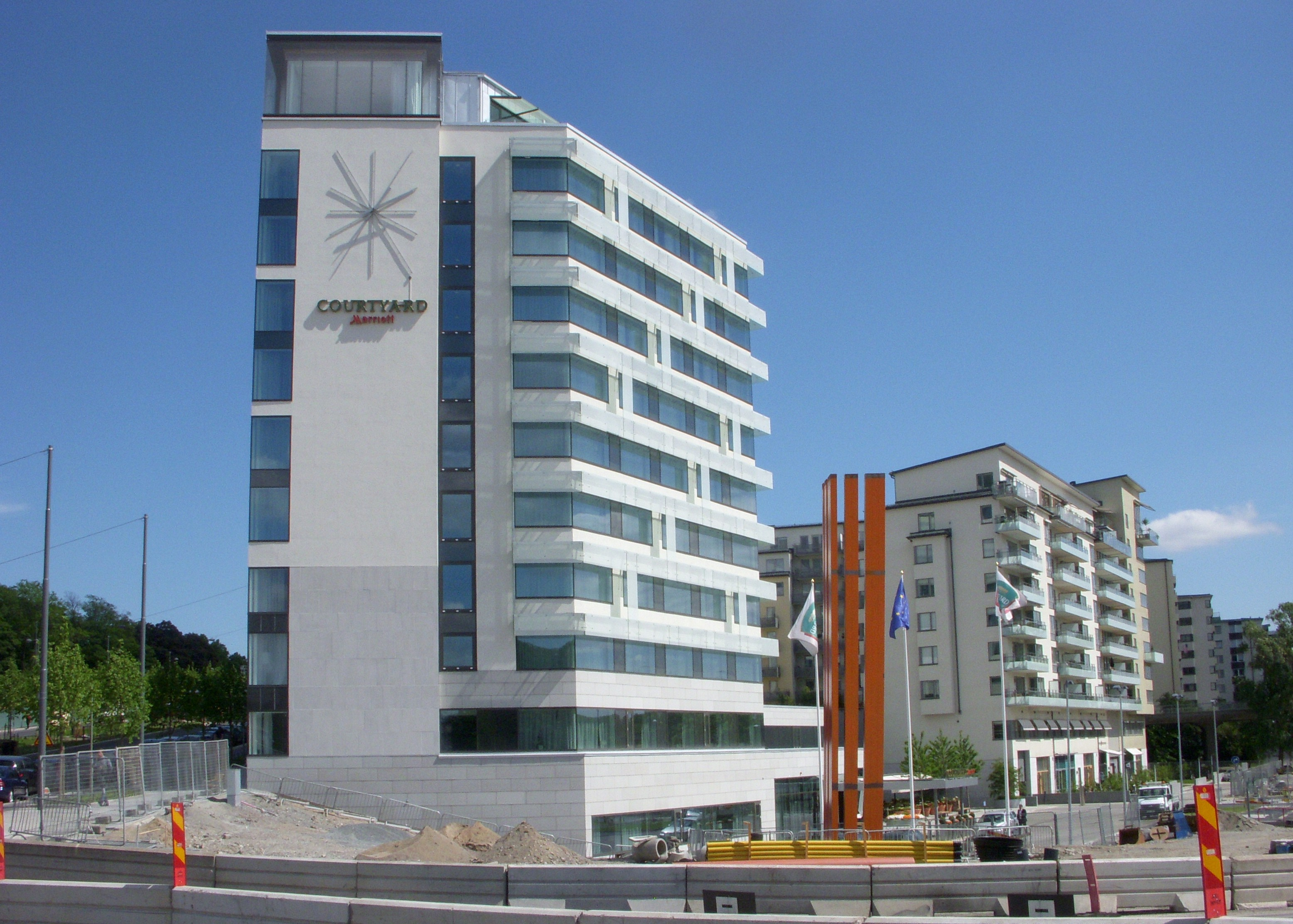
Courtyard Stockholm
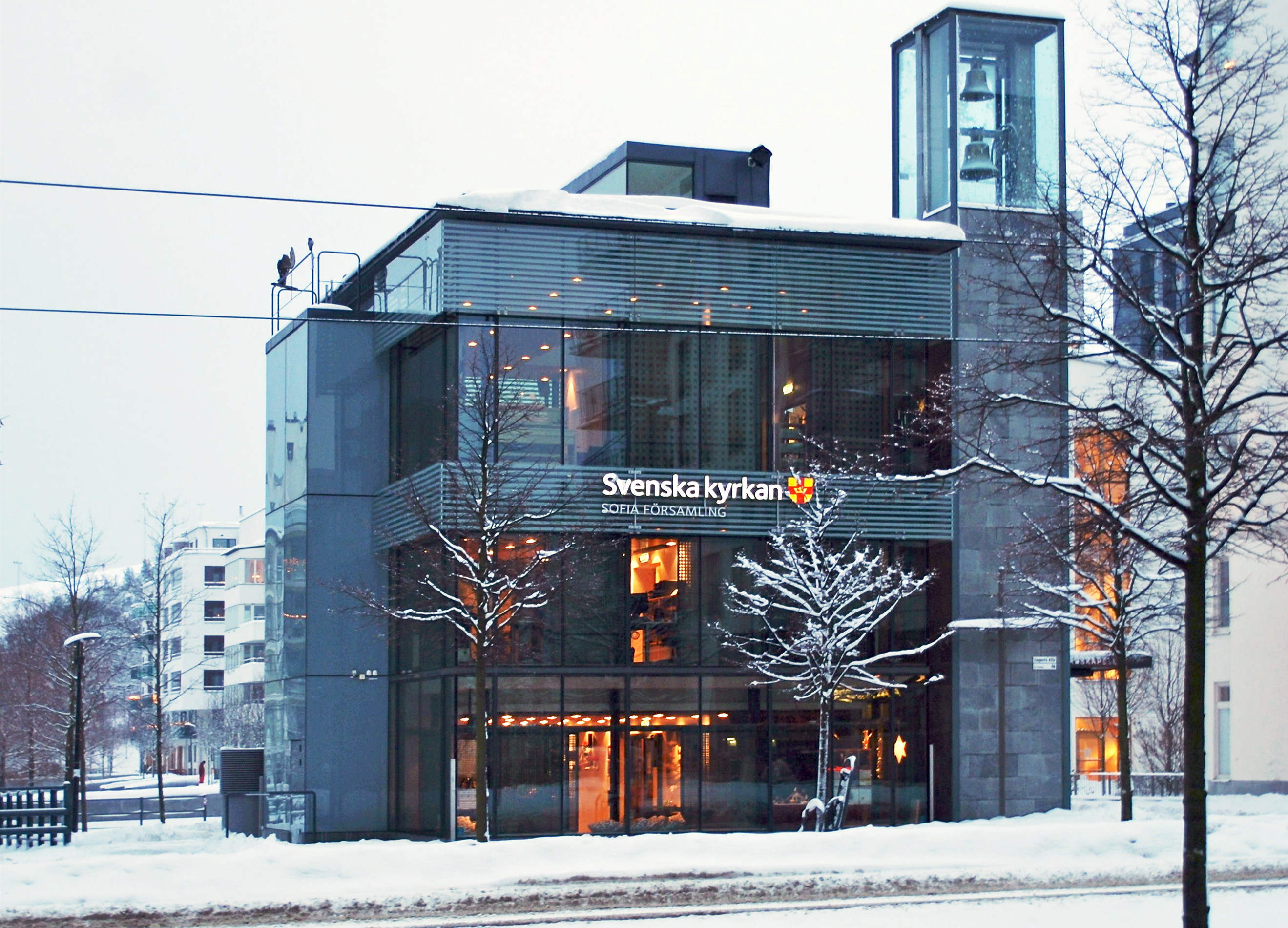
Sjöstadskapellet
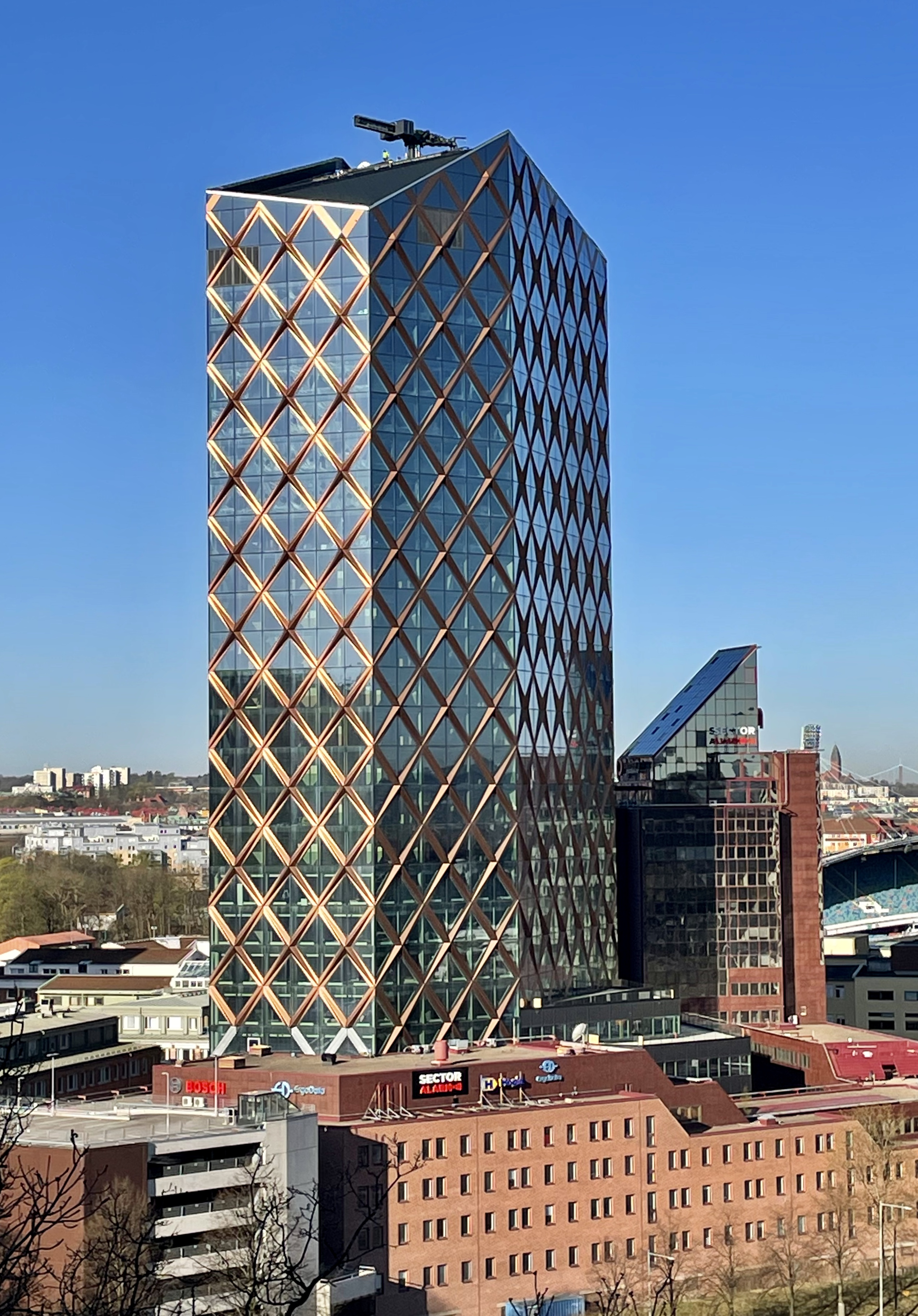
Kineum
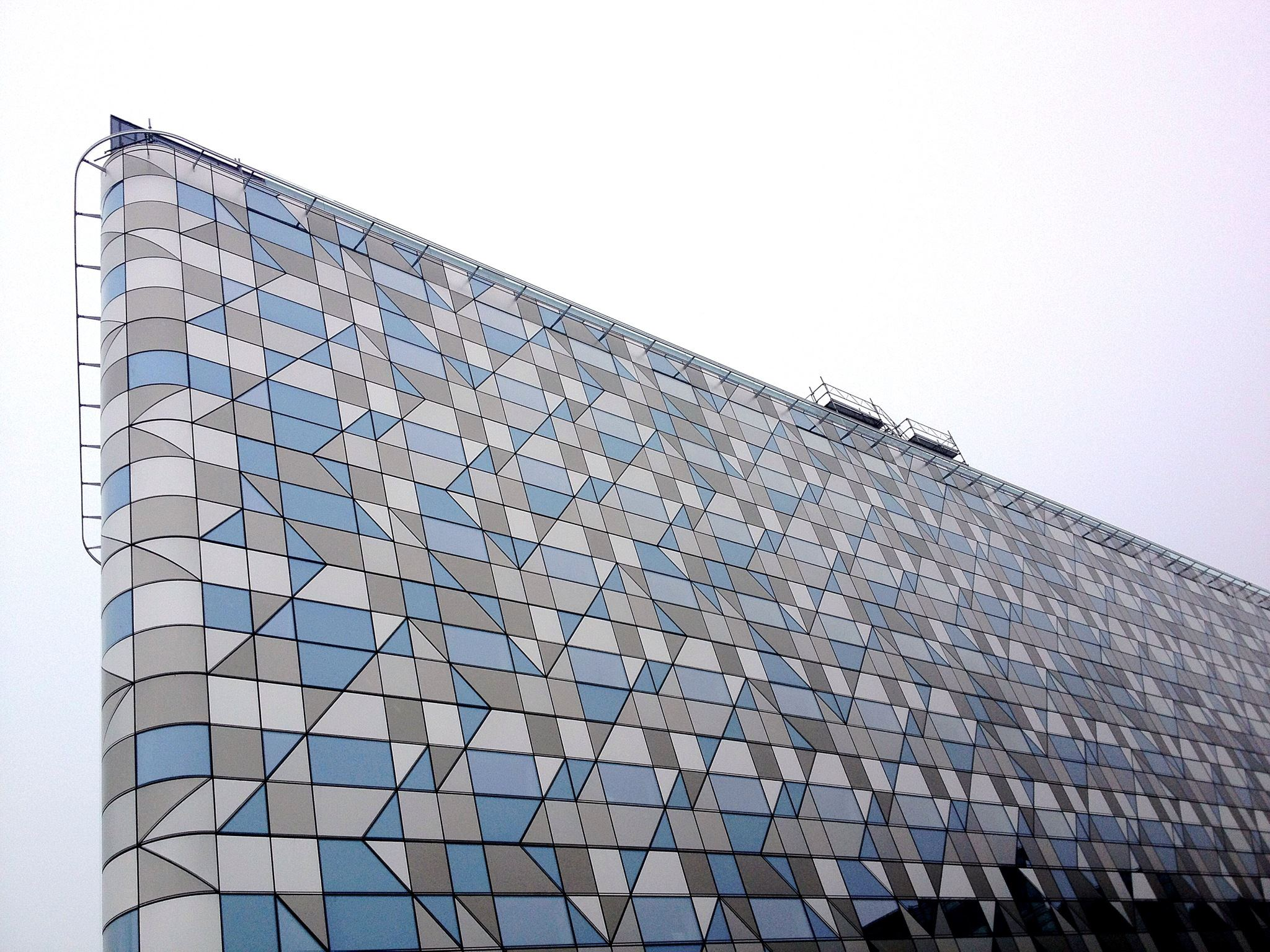
Radisson Riverside
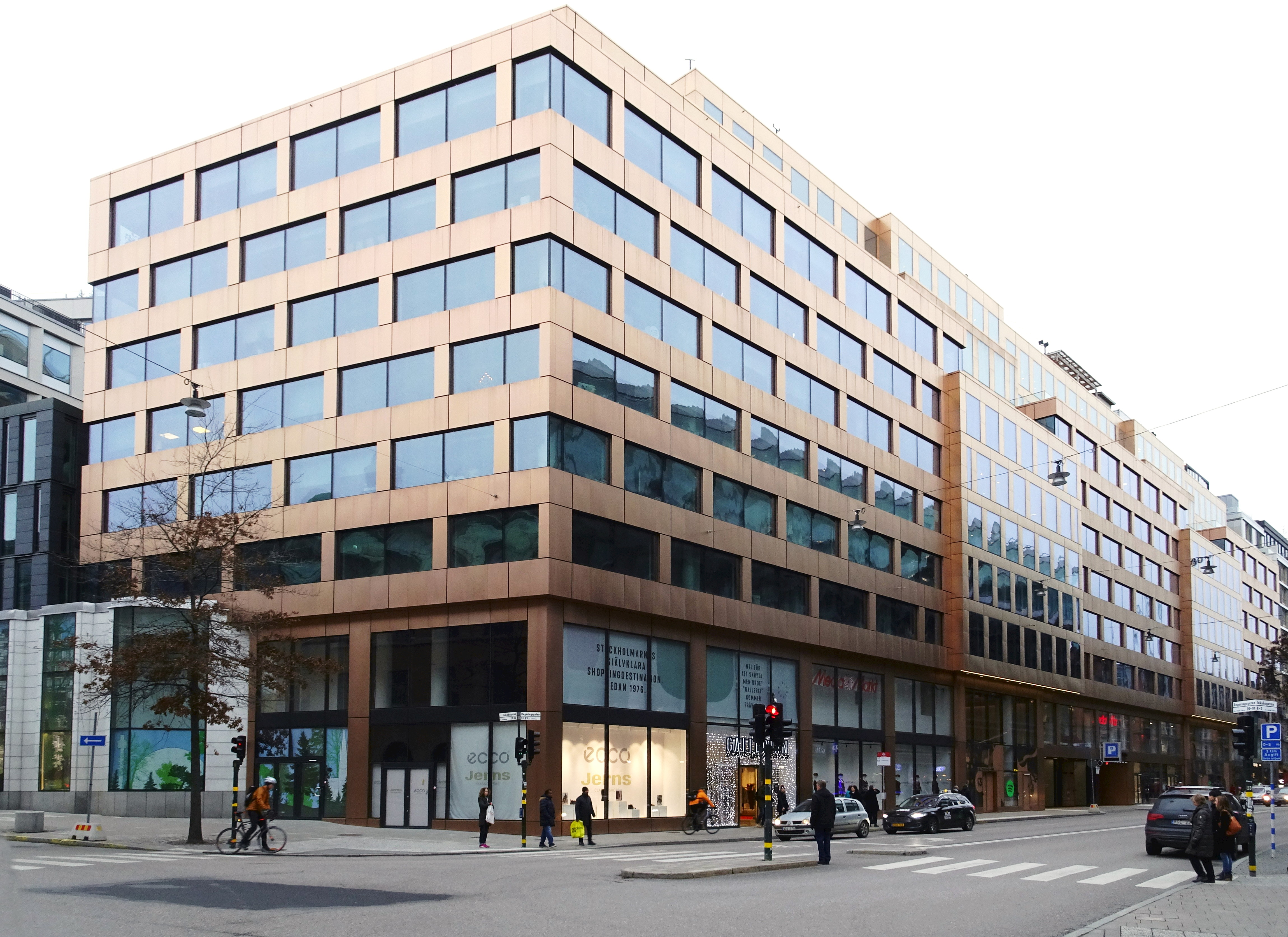
T31 - Urban Escape
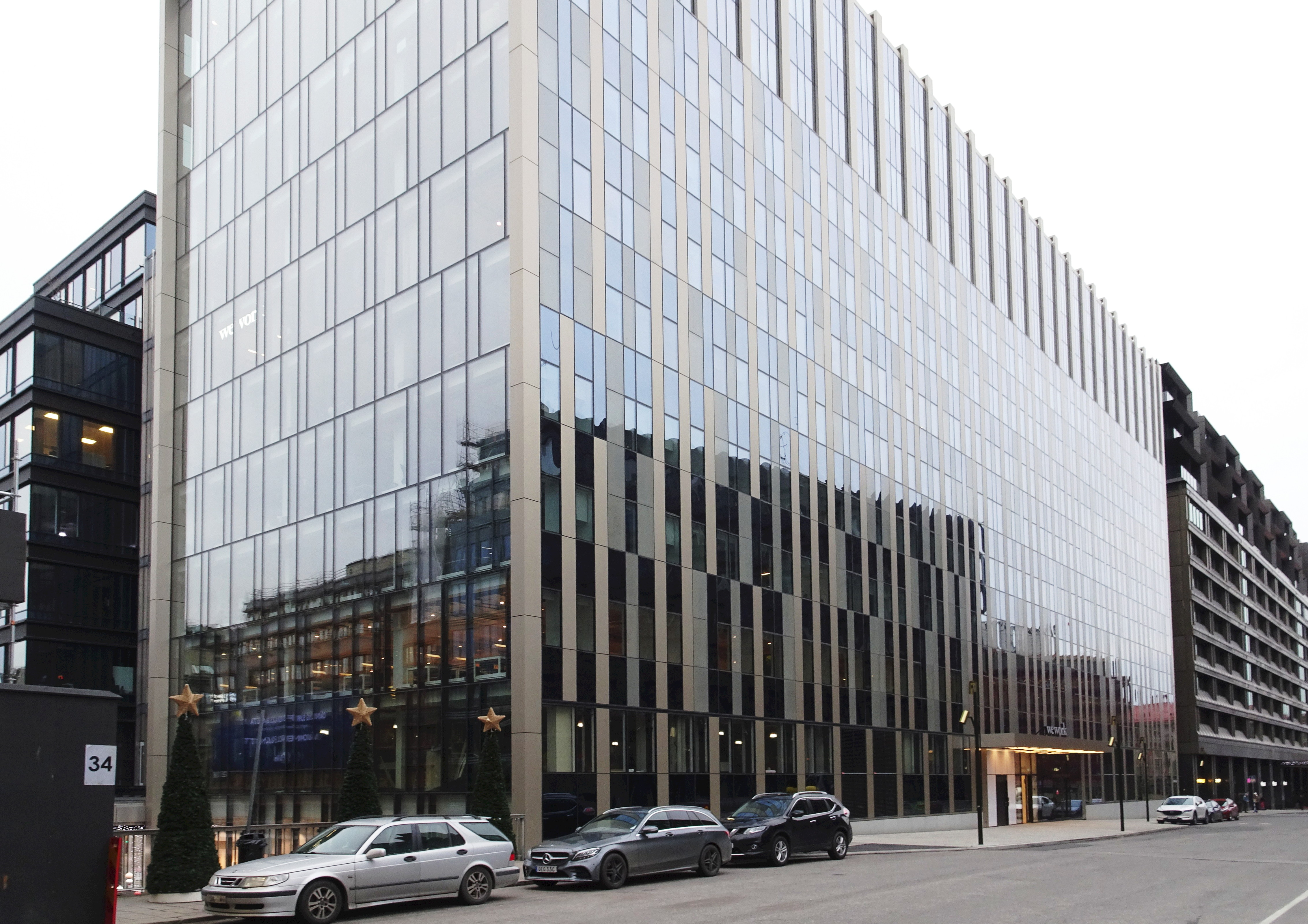
T29 - Urban Escape

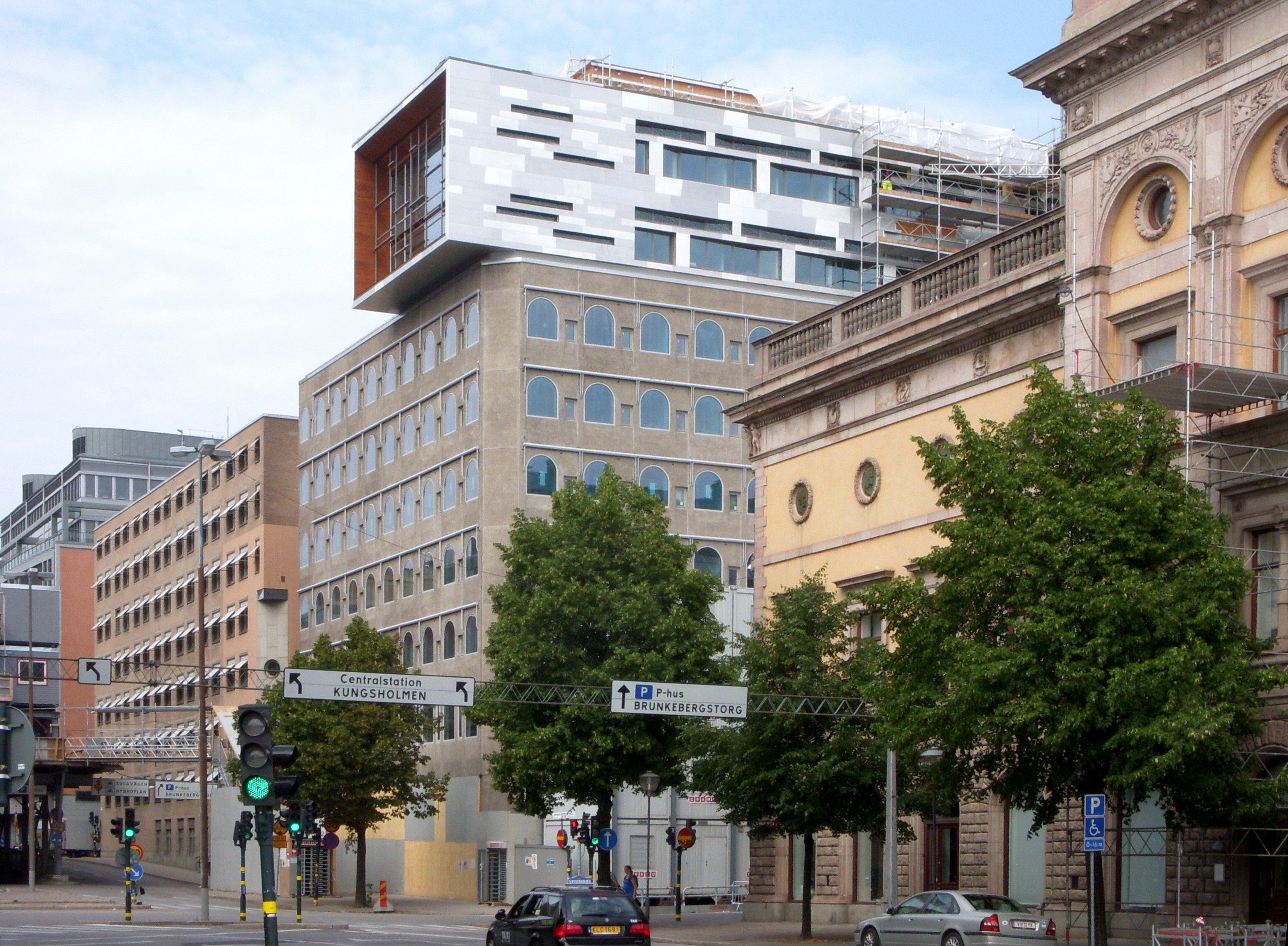
Påbyggnad på Näringsdepartementets hus
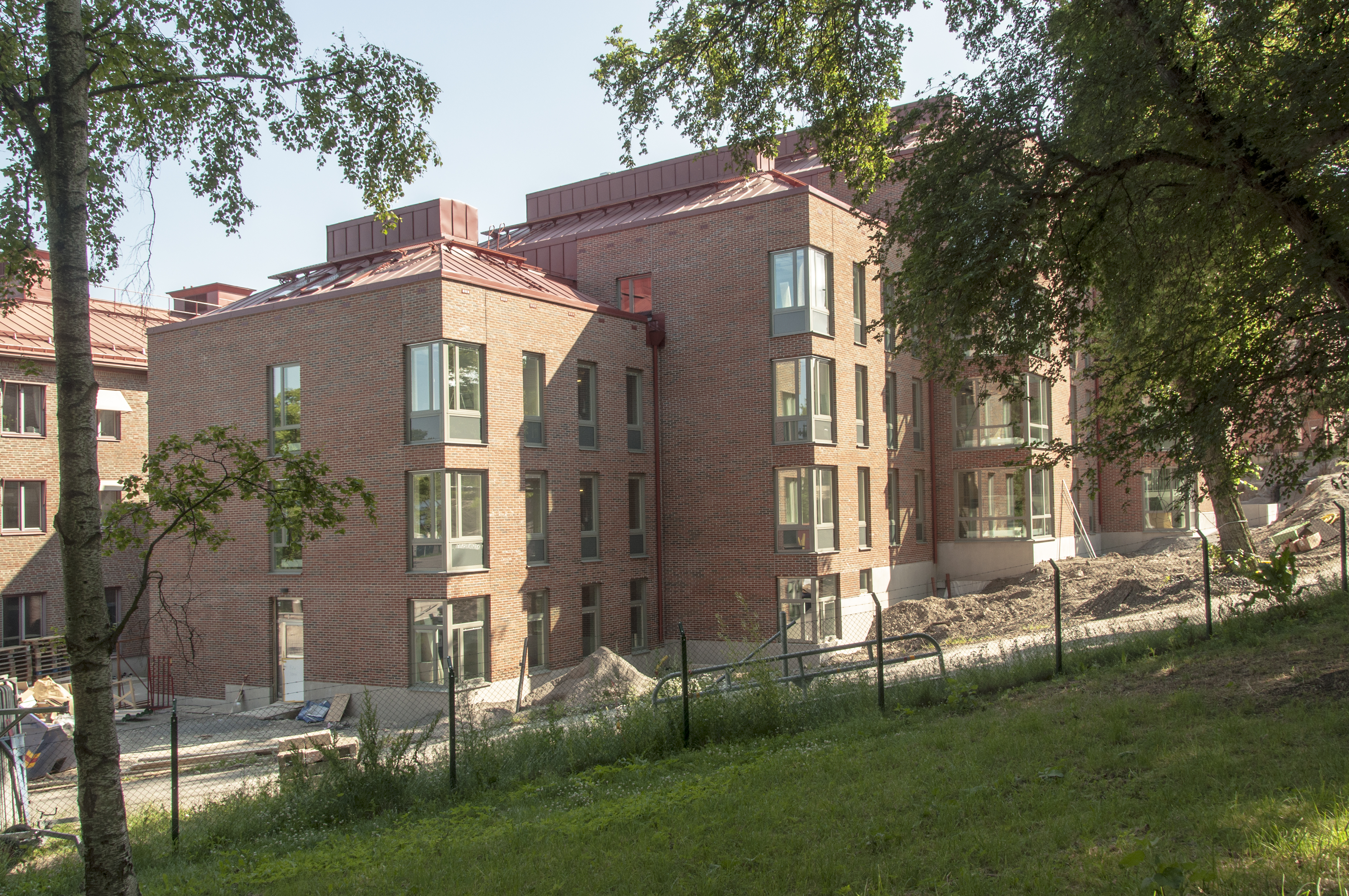
BB Sophia
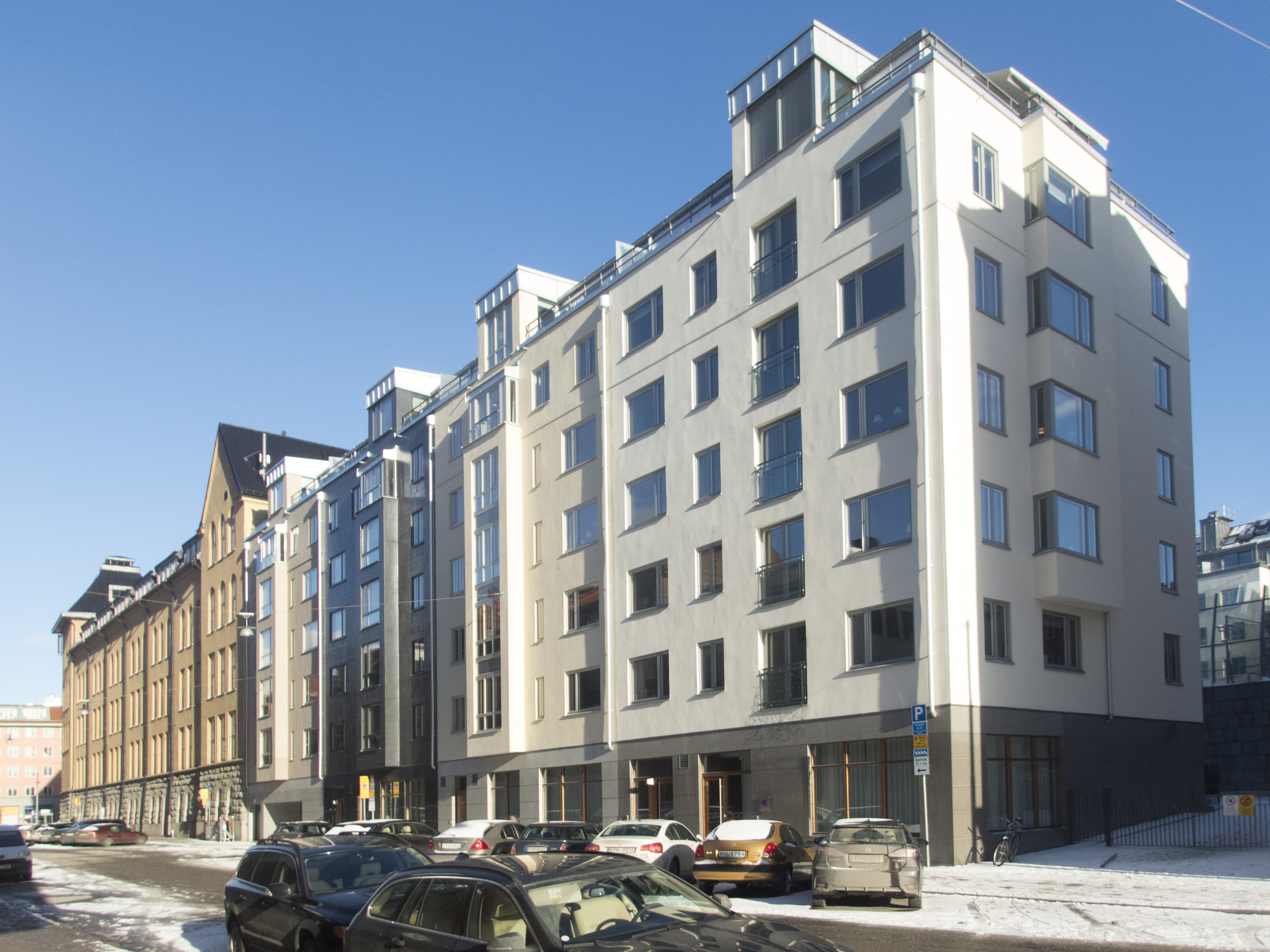
Sädesärlan 6, Stockholm
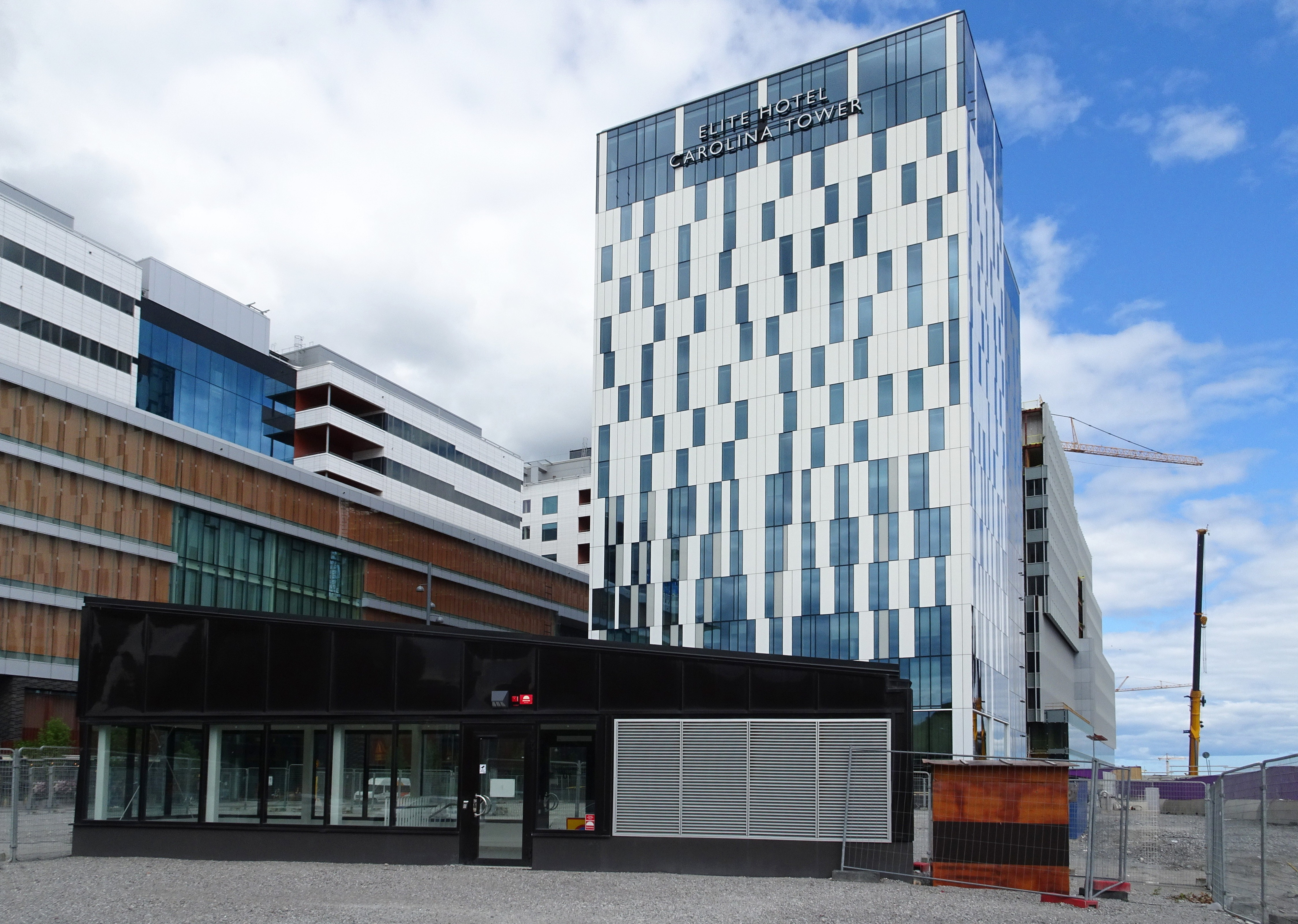
Elite Hotel Carolina Tower, Solna
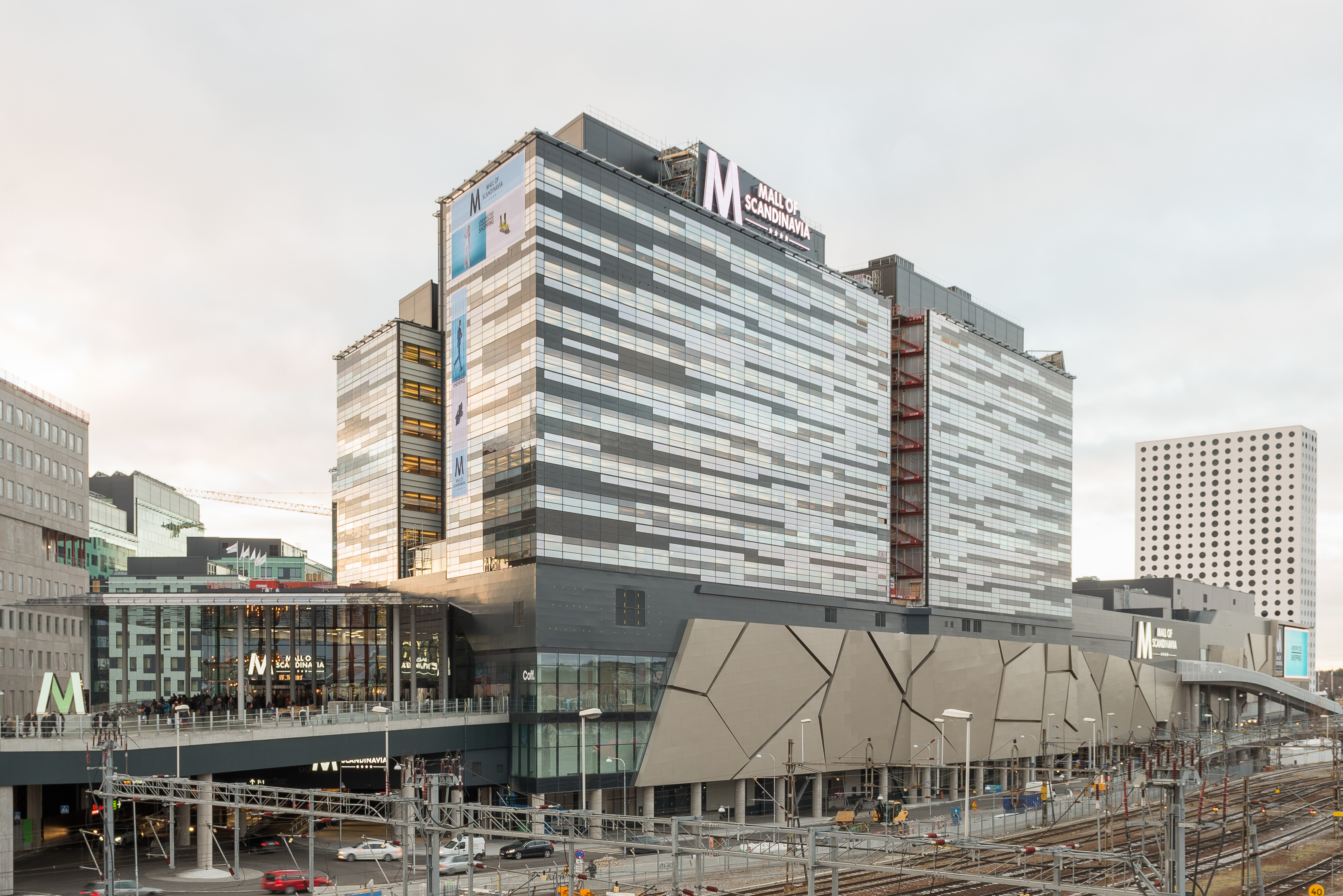
Telia HQ